# Väinö Kotilainen
Väinö Aleksanteri Kotilainen (né le 24 février 1887 à Heinävesi et mort le 16 mars 1959 à Helsinki) est un homme politique finlandais,. 

## Biographie
Väinö Kotilainen est ministre du Bien-être public des gouvernements Rangell (4.1.1941-16.4.1941) et Ryti II (15.8.1940-4.1.1941).	
Il est aussi ministre du Commerce et de l'Industrie des gouvernements Ryti II (27.3.1940-15.8.1940) et Ryti I (1.12.1939-27.3.1940).